# Kanton Glarus
Kanton Glarus (francosko Glaris, italijansko Glarona, retoromansko Glaruna) je eden izmed 26 kantonov Švicarske konfederacije. Njegovo glavno mesto je istoimenski Glarus.
Je gorat kanton v Glarnskih Alpah, ki obsega dolino reke Linth do jezera Walensee in njenega pritoka Sernf. Na severu in vzhodu meji na kanton St. Gallen, na jugu na Graubünden, na jugozahodu na Uri in na zahodu na Schwyz.
Glarus se je zavezništvu priključil 4. junija 1352, s čimer se uvršča med najstarejših osem krajev konfederacije (Acht Alte Orte). Je eden izmed le dveh švicarskih kantonov (drugi je Appenzell Innerrhoden), kjer se še danes sklicujejo »deželne skupščine« (Landsgemeinden), letna zborovanja vseh volilnih upravičencev, na katerih se odloča o predlogih zakonov in voli kantonalne funkcionarje.

## Upravna delitev
Korenita občinska reforma, sprejeta leta 2006, je zmanjšala število občin v kantonu s 25 na 3:
- občina Glarus (nekdanje občine Glarus, Ennenda, Netstal in Riedern)
- občina Glarus Nord (nekdanje občine Bilten, Filzbach, Mollis, Mühlehorn, Näfels, Niederurnen, Oberurnen in Obstalden)
- občina Glarus Süd (nekdanje občine Betschwanden, Braunwald, Haslen (Haslen, Leuggelbach in Nidfurn), Linthal, Luchsingen (Diesbach, Luchsingen in Hätzingen), Mitlödi, Rüti, Schwanden, Schwändi in Sool)